# Kramolín (Jílovice)
Kramolín je vesnice, část obce Jílovice v okrese České Budějovice v Jihočeském kraji. Leží mezi silnicí Jílovice–Lipnice a tzv. Cikánskou stezkou. V roce 2011 zde trvale žilo 43 obyvatel.

## Název
Původ jména je od slova kramol, čili ruch, který zde byl v dobách před třicetiletou válkou, kdy zde Rožmberkové těžili železnou rudu.

## Historie
První písemná zmínka o vesnici pochází z roku 1366.
Ve třicátých letech se přes ves vozila hliníková ruda z nedaleké Lipnice na Jílovické nádraží. V té době zde žilo přes 370 obyvatel.
Ves vždy spadala pod faru a školu v Jílovicích.
Západně od vsi se nalézá sportovní letiště.

## Obyvatelstvo
| Rok            | 1869 | 1880 | 1890 | 1900 | 1910 | 1921 | 1930 | 1950 | 1961 | 1970 | 1980 | 1991 | 2001 | 2011 | 2021 |
| -------------- | ---- | ---- | ---- | ---- | ---- | ---- | ---- | ---- | ---- | ---- | ---- | ---- | ---- | ---- | ---- |
| Počet obyvatel | 284  | 304  | 333  | 332  | 343  | 267  | 233  | 181  | 170  | 137  | 88   | 61   | 57   | 43   | 43   |
| Počet domů     | 35   | 42   | 44   | 47   | 49   | 50   | 52   | 54   | 54   | 46   | 27   | 42   | 46   | 47   | 50   |

## Obecní správa

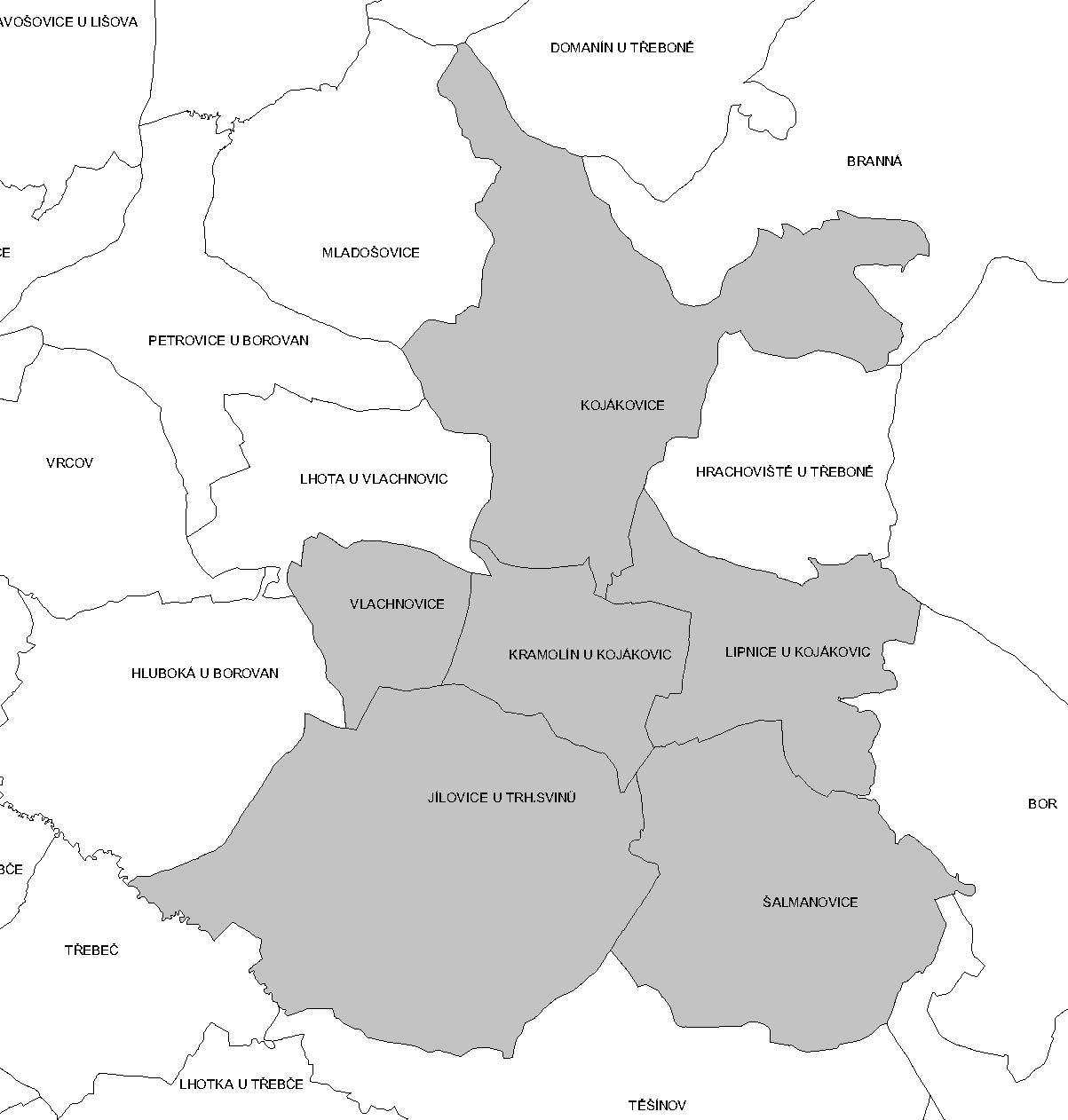
Katastrální členění Jílovic

Při sčítání lidu v letech 1850–1881 Kramolín byl osadou obce Hrachoviště v okrese Třeboň. V letech 1881–1960 byl samostatnou obcí, se kterým patřil nejprve do okresu Třeboň, ale v roce 1950 v okrese Trhové Sviny. Od 12. června 1960 do 13. června 1964 byl částí obce Lipnice v okrese České Budějovice. Od 14. června 1964 do 31. prosince 1975 byl osadou obce Kojákovice v okrese Trhové Sviny. Od 1. ledna 1976 je částí obce Jílovice v okrese České Budějovice. V letech 1881–1950 k obci patřila Jiterní Ves.

## Pamětihodnosti
- Kaple z roku 1934

## Rodáci
- Rostislav Kotil, generál na Balkáně (1993)

## Zajímavosti
- Vesnice mívala svého obecního pastýře. První zmínky o něm jsou z roku 1687.